# Coelostegia neesiocarpa
Coelostegia neesiocarpa là một loài thực vật có hoa trong họ Cẩm quỳ. Loài này được Soegeng mô tả khoa học đầu tiên năm 1960.